# Bakkagerði
Bakkagerði is een plaats in het oosten van IJsland in de gemeente Borgarfjarðarhreppur. Het plaatsje ligt 725 kilometer van Reykjavik en 71 kilometer van Egilsstaðir en heeft nog geen 90 inwoners (in 2013).
Vlak bij het plaatsje bevindt zich de rots Álfaborg (Elfenburcht). Volgens de overlevering is dit de verblijfplaats van de Elfenkoning en zijn hofhouding. 
De op IJsland bekende schilder Jóhannes Sveinsson Kjarval (1885 - 1972), die bij Bakkagerði is opgegroeid, maakte in 1914 een zeer ongewone versie van de Bergrede op het altaarstuk van de kerk. Christus staat daar namelijk boven op de Álfaborg.

## Naam
Bakkagerði wordt ook wel Borgarfjörður eystri (Oostelijke Borgarfjörður) genoemd en ligt aan de Borgarfjörður fjord (niet te verwarren met Borgarfjörður bij Borgarnes in het westen van IJsland).

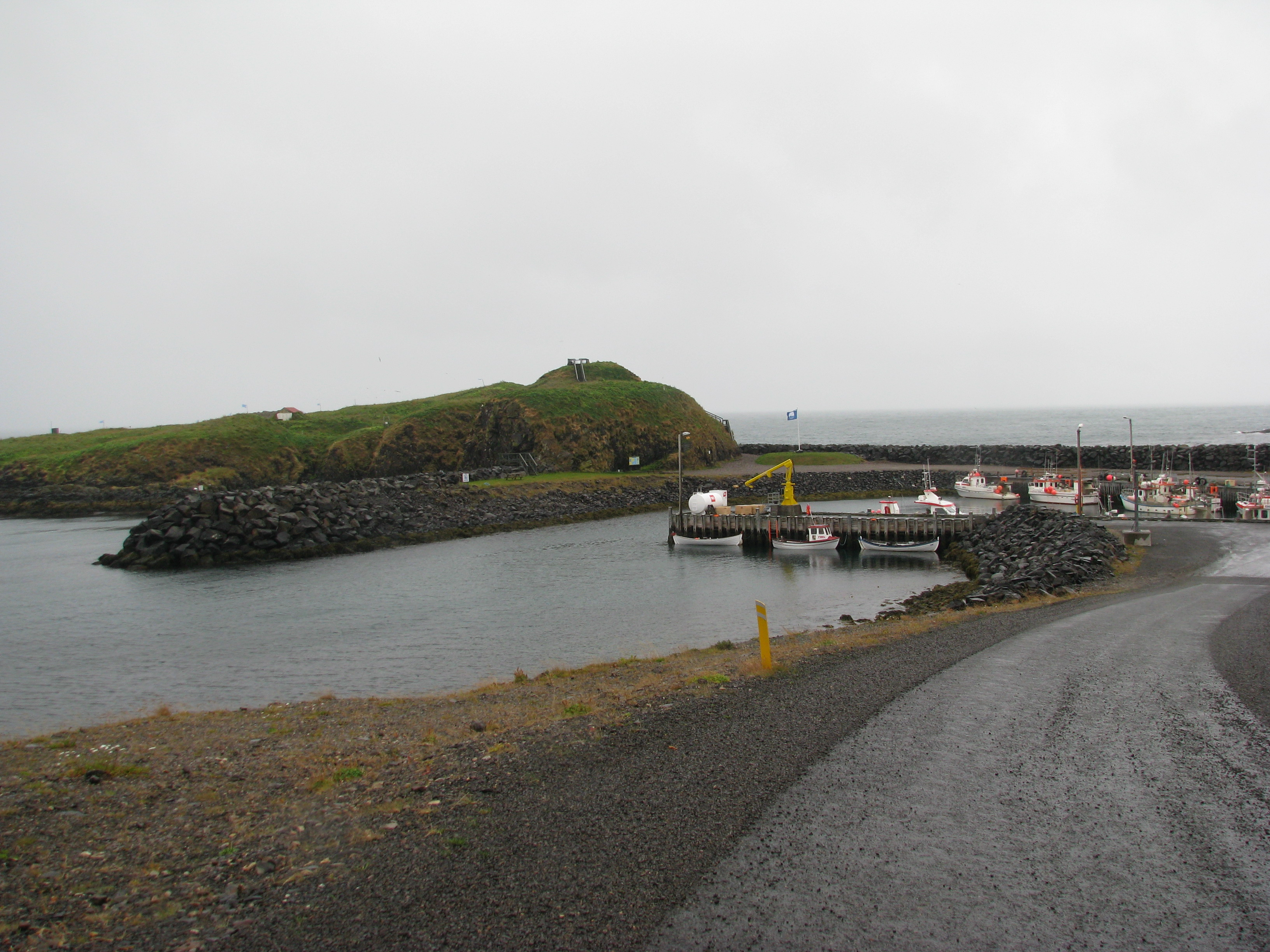
Haven en vogeluitkijkpunt van Bakkagerði.